# وادو (رپر)
تییون وینفری (به انگلیسی: Teeyon Winfree) با نام هنری وادو(به انگلیسی: Vado) زاده ۱۳ مارس ۱۹۸۵ ‏(۴۰ سال) خواننده و موسیقی‌دان اهل ایالات متحده امریکا است.